# Герб Амвросіївського району
Герб Амвро́сіївського райо́ну — територіальний герб Амвросіївського району Донецької області.
Герб був прийнятий рішенням районної ради від 15 грудня 2003 року. 
Автори — Павло Чесноков і Сергій Потюгов.

## Опис
Чотирикутний із загостренням в основі щит герба пересічений горизонтально срібним зубчастим поясом, який, по-перше, символізує поклади мергелю, що видобувається в районі, а по-друге, зубчастий пояс символізує кордон між Україною і Росією.
Верхнє поле щита червоне і символізує бойові і трудові перемоги, силу і мужність. Нижнє поле щита зелене і символізує надію і відродження, а також сільське господарство.
На щит навхрест із поясом накладені два золотих вигнутих бивня мамонта, які сходяться в центрі щита своїми вістрями. Бивні мамонта символізують Амвросіївську стоянку — пам'ятник археології, стоянка древніх мисливців на зубрів знайдену на території Амвросіївського району.
Зліва щит обрамляють квітучі гілки яблуні і колосся пшениці, праворуч щит обрамляють соняшник і кукурудза. Рослини оповиті червоною стрічкою. Внизу на стрічці золотими літерами написано «Амвросіївський район».
Щит вінчає корона із золотого дубового листя на золотому обручі. По периметру обруча йде орнамент із золотих похилих овалів. Корона з дубового листя обрана через те, що за густотою виростання лісових масивів Амвросіївський район займає друге місце в Донецькій області. Із-за корони сходить сонце, що символізує розташування району на крайньому сході України, через що він першим у країні зустрічає світанок.